# أوروية
أوروية (الاسم العلمي: Oroya)، جنس من الصبار، مهدهُ البيرو.
يأتي اسم النبتة من بلدة لا أورويا البيروفية حيث أُكتشفت لأول مرة هناك.
تكون أنواع الأوروية منفردة كروية الشكل ولديها العديد من الأضلاع ذات أشواك مشطية كثيفة عادةً. عادًة ما يصل ارتفاعها إلى 32 سم (13 بوصة) وقطرها 22 سم (9 بوصات).
تنمو الأزهار الصغيرة (التي يصل قطرها إلى 1 سم) على طول الحلقة بالقرب من الجزء العلوي من النبات. زهورها صفراء، والسيقان غالبًا ما تكون وردية أو حمراء

## الأنواع
| الصورة | الاسم العلمي                               | التوزيع               |
| ------ | ------------------------------------------ | --------------------- |
|        | Oroya baumannii Knize                      | Peru                  |
|        | Oroya borchersii (Boed.) Backeb.           | البيرو (Cusco)        |
|        | Oroya peruviana (K. Schum.) Britton & Rose | البيرو (Cuzco, Junin) |

## روبط خارجية
- Cactiguide.com: photos of Oroya

.